# Turó de Viladés
El Turó de Viladés  és una muntanya de 551 metres que es troba al municipi d'Òdena, a la comarca de l'Anoia.